# Bring Me to Life
"Bring Me to Life" är en låt samt debutsingeln av det amerikanska rockbandet Evanescence, utgiven som ledande singel från albumet Fallen den 22 april 2003. Låten gästas av 12 Stones-sångaren Paul McCoy som sjunger de rapinfluerade textraderna i refrängen. "Bring Me to Life" blev gruppens första internationella hit och kom etta på singellistorna i Italien och Nya Zeeland. Låten fick ytterligare uppmärksamhet när den släpptes på soundtracket till filmen Daredevil samma år. Singeln innehåller totalt två b-sidor; "Farther Away" och "Missing".
Musikvideon till låten regisserades av den tyske regissören Philipp Stölzl och spelades in i januari 2003.

## Låtlista
Alla låtar skrivna av Amy Lee, Ben Moody, John LeCompt, Will Boyd, Rocky Gray, Paul McCoy.
Europeisk CD (Wind-Up; 673488 5)
1. "Bring Me to Life (feat. Paul McCoy)" – 3:56
2. "Bring Me to Life (feat. Paul McCoy)" (Bliss Mix) – 3:59
3. "Farther Away" – 3:58

Australisk CD (Wind-Up; 673573 2)
1. "Bring Me to Life (feat. Paul McCoy)" – 	3:56
2. "Bring Me to Life (feat. Paul McCoy)" (Bliss Mix) – 3:59
3. "Farther Away" – 3:58
4. "Missing" – 4:15

## Medverkande
Evanescence
- Amy Lee — sång, piano, keyboard, körarrangemang
- Ben Moody — gitarr
- John LeCompt - gitarr
- Will Boyd - bas
- Rocky Gray - trummor

Gästmusiker
- Paul McCoy — sång på "Bring Me to Life"

## Listplaceringar
| Lista (2003-2004)   | Placering |
| ------------------- | --------- |
| Australien          | 1         |
| Belgien (Flandern)  | 7         |
| Belgien (Vallonien) | 2         |
| Danmark             | 2         |
| Finland             | 11        |
| Frankrike           | 5         |
| Italien             | 1         |
| Nederländerna       | 10        |
| Norge               | 2         |
| Nya Zeeland         | 3         |
| Schweiz             | 6         |
| Sverige             | 2         |
| Österrike           | 3         |

### Fotnoter
1. ↑  Placering på Australiens singellista. Läst 6 maj 2011.
2. ↑  Placering på Belgiens singellista (Flandern). Läst 6 maj 2011.
3. ↑  Placering på Belgiens singellista (Vallonien). Läst 6 maj 2011.
4. ↑  Placering på Danmarks singellista Arkiverad 15 september 2011 hämtat från the Wayback Machine.. Läst 6 maj 2011.
5. ↑  Placering på Finlands singellista. Läst 6 maj 2011.
6. ↑  Placering på Frankrikes singellista. Läst 6 maj 2011.
7. ↑  Placering på Italiens singellista. Läst 6 maj 2011.
8. ↑  Placering på Nederländernas singellista. Läst 6 maj 2011.
9. ↑  Placering på Norges singellista. Läst 6 maj 2011.
10. ↑  Placering på Nya Zeelands singellista Arkiverad 15 september 2012 hämtat från the Wayback Machine.. Läst 6 maj 2011.
11. ↑  Placering på Schweiz singellista. Läst 6 maj 2011.
12. ↑  Placering på Sveriges singellista. Läst 6 maj 2011.
13. ↑  Placering på Österrikes singellista. Läst 6 maj 2011.